# Enos T. Throop

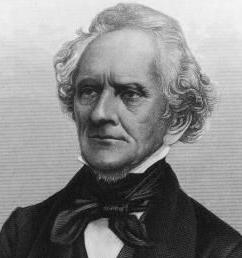
Enos T. Throop

Enos Thompson Throop (* 21. August 1784 in Johnstown, Fulton County, New York; † 1. November 1874 in Auburn, New York) war ein US-amerikanischer Politiker und von 1829 bis 1833 Gouverneur des Bundesstaates New York. Von 1815 bis 1816 vertrat er seinen Staat als Abgeordneter im US-Kongress.

## Frühe Jahre und politischer Aufstieg
Enos Throop besuchte die öffentlichen Schulen seiner Heimat. Nach einem Jurastudium in Albany wurde er im Jahr 1806 als Rechtsanwalt zugelassen. Daraufhin begann er in Auburn in seinem neuen Beruf zu arbeiten. Während seiner Studienzeit in Albany lernte er Martin Van Buren kennen, der zur gleichen Zeit ebenfalls Jura studierte. Enos Throop wurde Mitglied der Demokratisch-Republikanischen Partei. Er wurde zunächst Posthalter in Auburn. Zwischen 1811 und 1815 war er als County Clerk in der Verwaltung des Cayuga County angestellt.
Im Jahr 1814 wurde er als Befürworter des Britisch-Amerikanischen Krieges in das US-Repräsentantenhaus gewählt. Dieses Mandat übte er ab dem 4. März 1815 aus. Nachdem er über die Frage der Anhebung der Bezüge für Kongressabgeordnete in politische Schwierigkeiten geraten war und im April 1816 nicht wiedergewählt wurde, legte er am 4. Juni 1816 sein Mandat nieder, obwohl die Legislaturperiode noch bis zum 3. März 1817 gelaufen wäre. Zwischen 1821 und 1827 war Throop als Bezirksrichter tätig.

## Gouverneur von New York
Nachdem sich seine Partei Mitte der 1820er Jahre aufgelöst hatte, wurde Throop Mitglied der Demokraten. Im Jahr 1828 wurde er zum Vizegouverneur seines Staates gewählt und war damit Stellvertreter von Gouverneur Martin Van Buren. Bereits zum Zeitpunkt dieser Wahl war abzusehen, dass Andrew Jackson neuer US-Präsident werden würde. Es galt als sicher, dass Jackson Van Buren zu seinem Außenminister ernennen würde, worauf Throop das Amt des Gouverneurs von New York zufallen würde. Dieses Szenario trat genauso ein. Van Buren trat Anfang März 1829 zurück und Enos Throop führte dessen Amt weiter. Nach einer Wiederwahl im Jahr 1830 konnte Throop bis zum 1. Januar 1833 als Gouverneur amtieren. In seiner Amtszeit wurde die erste Nervenheilanstalt im Staat New York errichtet. Außerdem wurde der Staat von einer schweren Choleraepidemie heimgesucht, mit der sich der Gouverneur und seine Regierung auseinandersetzen mussten. Politisch geriet Throop in Schwierigkeiten, als er sich dem Bau eines Binnenkanals widersetzte. Diese Schwierigkeiten führten 1832 zu seinem Entschluss, auf eine weitere Kandidatur zu verzichten.

## Weiterer Lebenslauf
Im Jahr 1833 wurde Throop von Präsident Jackson als Naval Officer in die Verwaltung des Hafens von New York City berufen. Dieses Amt bekleidete er bis 1838. In diesem Jahr wurde Throop von seinem alten Weggefährten Van Buren, der inzwischen zum US-Präsidenten aufgestiegen war, zum Botschafter der Vereinigten Staaten im Königreich beider Sizilien ernannt. Dieses Amt bekleidete er bis 1842. Danach verbrachte er zwei Jahre in Paris und kehrte dann in die Vereinigten Staaten zurück. Im Jahr 1847 zog er nach Michigan, wo er eine große Farm erworben hatte. Zehn Jahre später gab er aus Altersgründen die Landwirtschaft wieder auf und kehrte in den Staat New York zurück. Er starb am 1. November 1874 im Alter von 90 Jahren auf seinem Anwesen in der Nähe von Auburn. Enos Throop war mit der 1834 verstorbenen Evelina J. Vredenburg verheiratet. Das Paar hatte drei Kinder, die alle früh verstarben.